# Lindisfarnský evangeliář

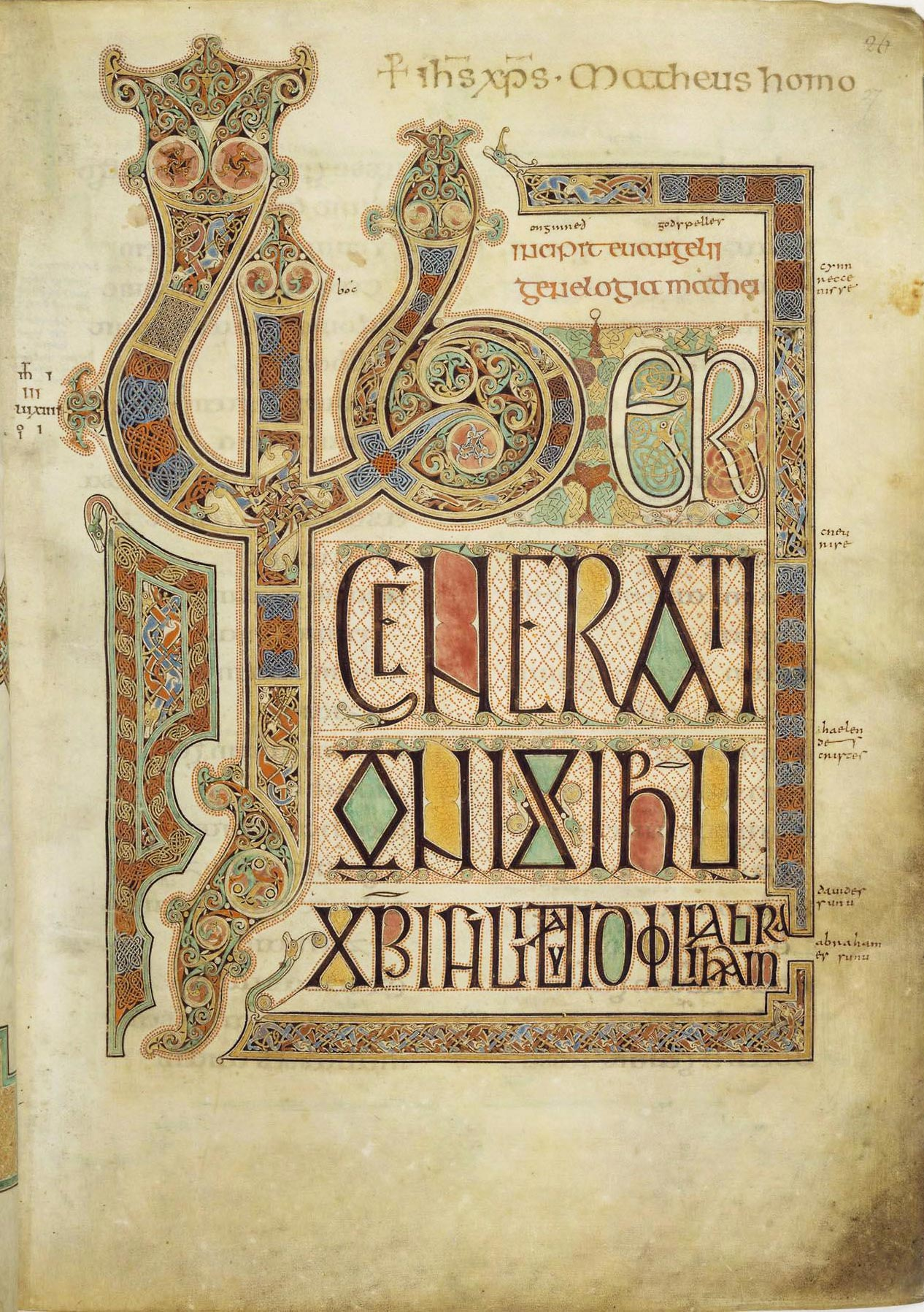
Folio 27r z Lindisfarnského evangeliáře obsahuje incipit z Matoušova evangelia.

Lindisfarnský evangeliář (Londýn, Britská knihovna, Cotton MS Nero D.IV) je iluminovaný rukopis evangelia vytvořený kolem roku 700 v pobřežním klášteře Lindisfarne v Northumberlandu, která je nyní k vidění v Britské knihovně v Londýně. Rukopis je jedním z nejkrásnějších děl v unikátním stylu hiberno-saského nebo insulárního umění, kombinující středomořské, anglosaské a keltské prvky.
Evangeliář je považován za dílo mnicha jménem Eadfrith, který se stal biskupem v Lindisfarne roku 698 a zemřel v roce 721. Aktuálně se uvádí datum kolem roku 715, s tím, že byl vyroben na počest sv. Cuthberta. Nicméně, je také možné, že Eadfrith jej vyrobil před rokem 698 k uctění elevace relikvií Cuthberta v tomto roce, přičemž při stejné příležitosti mohl být vyroben také Evangeliář sv. Cuthberta. Evangeliář je bohatě ilustrován v ostrovním (insulárním) stylu a byl původně vázán v kožené zdobené vazbě pokryté drahokamy a drahými kovy, který vyrobil Billfrith, poustevník z 8. století. Během vikingských nájezdů na Lindisfarne se tato zdobená vazba ztratila, nová byla provedena v roce 1852. Text je psán v insulárním písmu, zároveň jde o nejlépe zdokumentovaný a nejkompletnější ostrovní rukopis z tohoto období.
V 10. století byl vytvořen staroanglický překlad Evangelií, glosy byly slovo po slově vloženy mezi řádky latinského textu Aldredem, proboštem Chester-le-Street. Jde o nejstarší dochovaný překlad evangelií do anglického jazyka. Evangeliář mohl být přemístěn z Durhamské katedrály během rušení klášterů, které nařídil Jindřich VIII. a byl získán na počátku 17. století sirem Robertem Cottonem od Roberta Bowyera, úředníka parlamentu. Cottonovu knihovnu získalo Britské muzeum v 18. století, pak se dostala do Britské knihovny v Londýně když byla oddělena od Britského muzea.

## Historický kontext

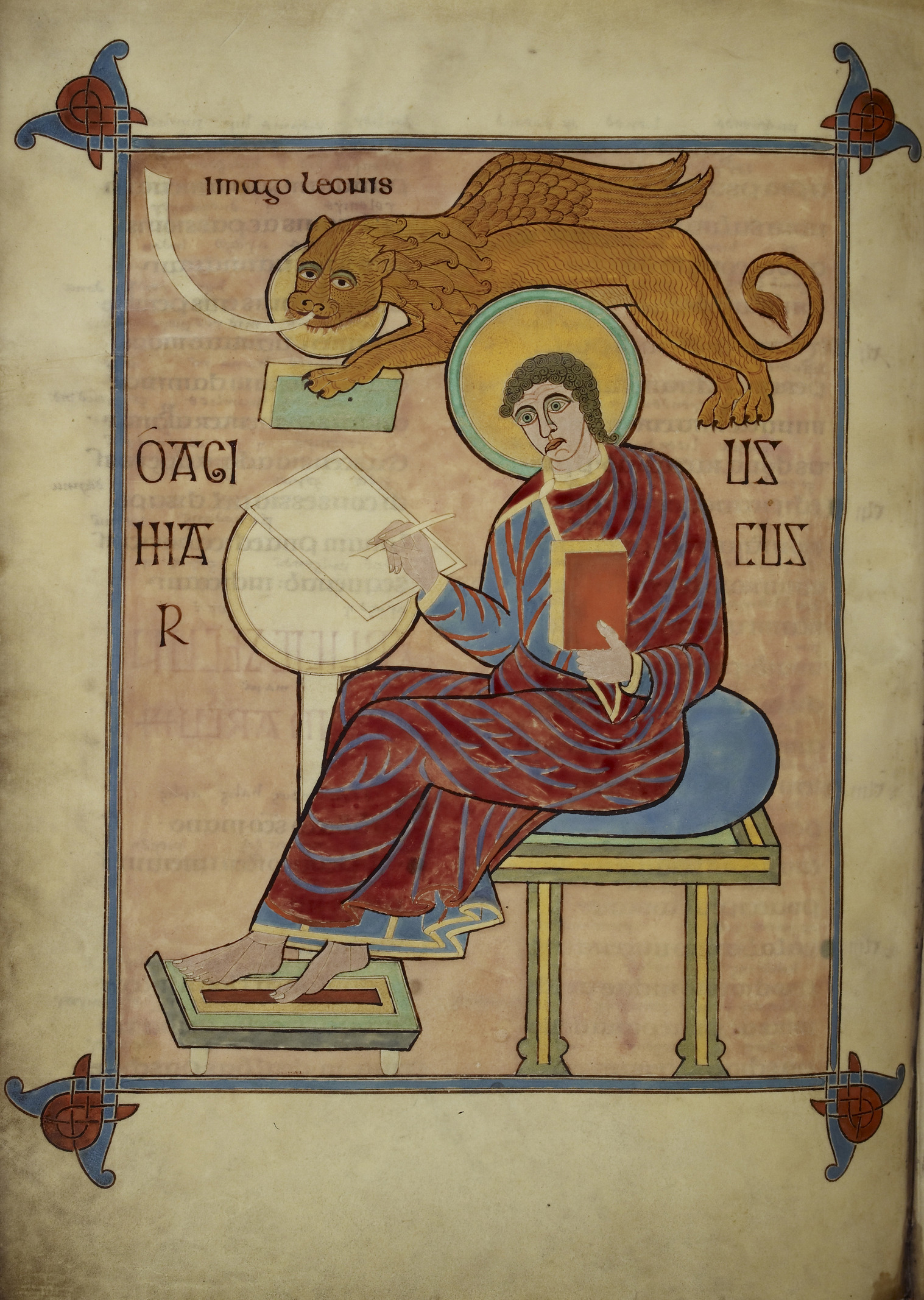
Portrét evangelisty Marka

Lindisfarne, také známý jako „Svatý ostrov“, se nachází na pobřeží Northumberlandu v severní Anglii. Kolem roku 635, irský misionář Aidan založil klášter Lindisfarne na „malém výčnělku půdy“ na Lindisfarne. Král Northumbrie, Oswald, poslal Aidana z Iony kázat a křtít pohanské Anglosasy, následující tak konverzi Northumbrijského království na křesťanství roku 627. V době smrti Aidana roku 651 byla křesťanská víra v oblasti již dobře zavedena.
V desátém století – asi 250 let po vzniku knihy – přidal Aldred, kněz z kláštera v Chester-le-Street, staroanglický překlad mezi řádky latinského textu. V jeho tiráži také zaznamenal jména čtyř mužů, kteří vytvořili Lindisfarnský evangeliář. Eadfrith, biskup lindisfarnský, byl označen za pisatele rukopisu; Ethelwald, biskup lindisfarnských ostrovanů byl označen za vazače; Billfrith, poustevník, byl označen za autora ornamentů; a konečně Aldred sám sebe připsal jako autora, který glosoval evangelia v anglosaském jazyce (stará angličtina).
Někteří odborníci namítali, že Eadfrith a Ethelwald nevytvořili rukopis, ale pověřili někoho jiného, aby tak učinil. Nicméně, Janet Backhouse argumentuje proti, s tím že, „není žádný důvod pochybovat o Aldredově prohlášení“, protože „zaznamenal zavedenou tradici“. Eadfrith a Ethelwald byli oba biskupové v klášteře Lindisfarne, kde byl rukopis vyroben. Alan Thacker poznámenal, že Lindisfarnský evangeliář je „nepochybně práce jedné ruky“, a Eadfrith je nadále považován za „písaře a malíře Lindisfarnského evangeliáře“.

### Účel
Podle Aldredovy tiráže byl Lindisfarnský evangeliář vyroben na počest Boha a svatého Cuthberta, biskupa v klášteře Lindisfarne, který se stával „nejpopulárnějším světcem severní Anglie“. Odborníci si myslí, že rukopis byl napsán někdy mezi smrtí Cuthberta roku 687 a smrtí Eadfrithe roku 721. Existuje značné množství informací o Cuthbertovi díky dvěma zprávám o Cuthbertově životě, které byly napsány krátce po jeho smrti. První napsal anonymní mnich z Lindisfarne, a druhou napsal Beda Ctihodný, slavný mnich, historik a teolog.
Cuthbert vstoupil do kláštera Melrose (nyní v Lowlands, tehdy v Northumbrii) v pozdním 7. století. Poté, co byl vysvěcen knězem, začal cestovat po celé Northumbrii a „rychle získával pověst pro svatost a pro zázračnou sílu“. Po Synodě ve Whitby roku 664, která postavila hiberno-keltskou církev proti římské církvi ohledně výpočtu data Velikonoc, který byl změněn králem Northumbrie Oswiem ve prospěch římské církve, se mnoho z předních mnichů v Lindisfarne vrátilo do Iony a Irska, čímž zůstalo v Lindisfarne jen několik mnichů přikloněných k římské církvi. Kvůli stále volnější náboženské praxi v Lindisfarne, byl do Lindisfarne poslán Cuthbert jako způsob reformy náboženského společenství. V Lindisfarne se začal Cuthbert klonit k osamělému životnímu stylu, nakonec se přestěhoval na ostrov Inner Farne, kde si postavil poustevnu. Cuthbert souhlasil, aby se stal biskupem na žádost krále Ecgfrithe v roce 684, avšak během pár let se vrátil do své poustevny ve Farne s očekáváním blízké smrti. Cuthbert zemřel 20. března 687 a byl pohřben v Lindisfarne. Jako uctívaný světec jeho hrob přitahoval mnoho poutníků do Lindisfarne.
Lindisfarnský evangeliář je křesťanský rukopis obsahující evangelia Matouše, Lukáše, Marka, Jana a život a učení Ježíše Krista. Rukopis byl využíván pro ceremoniální účely k podpoře a oslavě křesťanského náboženství a Božího slova. Protože tělo Cuthberta bylo pohřbeno v Lindisfarne, místo se stalo významným poutním místem v 7. a 8. století a Lindisfarnský evangeliář přispěl ke kultu svatého Cuthberta.

### Techniky

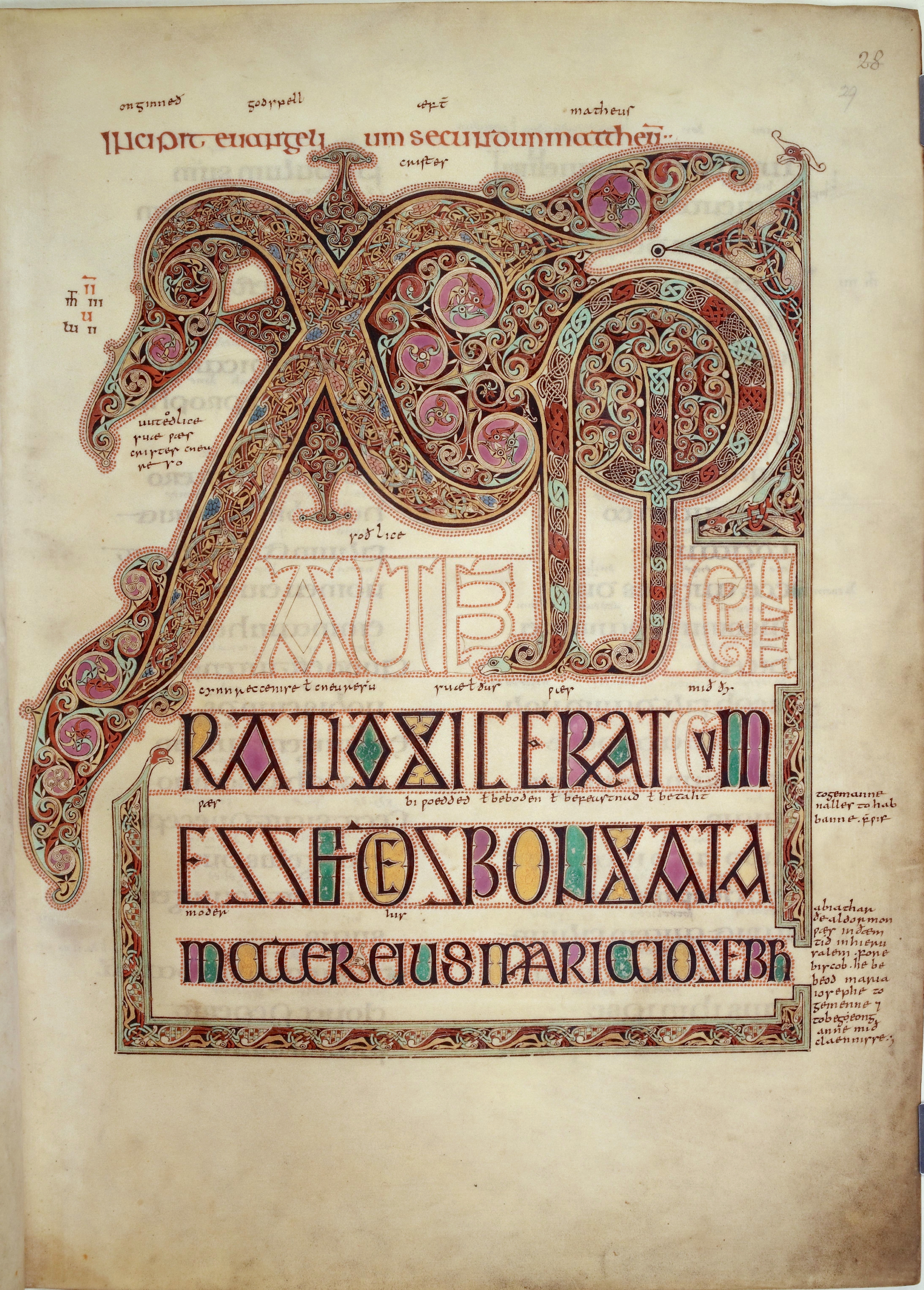
Monogram „Chí-Ró“ na začátku evangelia podle Matouše

Rukopis Lindisfarnského evangeliáře byl vyroben ve skriptoriu kláštera v Lindisfarne. Stránky evangeliáře jsou z pergamenu vyrobeného z telecí kůže. Text rukopisu je napsán „hustým, tmavě hnědým inkoustem, často téměř černým, který obsahuje částice uhlíku ze sazí nebo lampové černě“. Pera použitá pro rukopis mohla být vyřezána brku nebo rákosí, přičemž je možné, že k náčrtu (viditelný v šikmém světle) byl použit ekvivalent moderní tužky. Opulentní šperky, které jsou nyní ztraceny, byly později přidány na vazbu rukopisu někdy v osmém století.
V rukopise byla použita škála různých pigmentů. Barvy jsou vytvořeny z živočišných, rostlinných a minerálních zdrojů. Zatímco některé barvy byly získány z místních zdrojů, jiné byly importovány z oblasti Středomoří, a vzácné pigmenty, jako lapis lazuli mohou pocházet z Himalájí. Zlato je použito jen na pár malých detailech. Médium použité k vázání barev je převážně vaječný bílek, není vyloučen rybí klih na několika místech. Backhouse zdůrazňuje, že „všechny Eadfrithovy barvy jsou aplikovány s velkou zručností a přesností, avšak nevíme přesně jaké nástroje k tomu použil“.
Listy rukopisu byly uspořádány do vazby po osmi. Jakmile byly tyto listy složeny dohromady, nejvyšší číslovaná strana byla pečlivě označena propíchnutím perem nebo nožem. Otvory byly propíchnuty skrze celý soubor osmi listů, následně byly jednotlivé stránky rozvrženy pro psaní pomocí ostré a suché špičky.
Lindisfarnský evangeliář je dokonale navržen, a jak Backhouse poukazuje, pergamen by byl příliš drahý pro pokusnou kresbu, a tak předběžné návrhy mohly být provedeny na voskové tabulce (vydlabané dřevo nebo kost s vrstvou vosku). Voskové tabulky mohly poskytnout levný způsob jak vytvořit první návrh. Jakmile byly skici převedeny na rukopis, vosk byl přetaven a nový design nebo tvar mohl být vyryt.

## Historie
Kvůli vikingským nájezdům klášterní komunita opustila Lindisfarne kolem roku 875, přičemž si s sebou vzala tělo sv. Cuthberta, relikvie a knihy včetně Lindisfarnského evangeliáře a Evangeliáře sv. Cuthberta. Má se za to, že asi po sedmi letech se lindisfarnská komunita usadila v převorství Chester-le-Street v Durhamu kde zůstala do roku 995 (zde Aldred provedl svůj meziřádkový překlad). Po tom co Jindřich VIII. nařídil rozpuštění klášterů roku 1539, rukopis byl oddělen od převorství. V počátcích 17. století byl evangeliář vlastněn sirem Robertem Cottonem (1571–1631) a roku 1753 se stal součástí prvotních sbírek Britského muzea.

### Stav
Lindisfarnský evangeliář je v nebývale dobrém stavu a text je kompletní a nepoškozený. Avšak originální bohatá vazba byla zničena. V březnu 1852 byla zadána výroba nové vazby biskupem Edwardem Maltby, kterou provedli zlatníci Smith, Nicholson and Co. se záměrem přetvořit motivy Eadfrithovy práce.

## Formální a stylistické prvky rukopisu

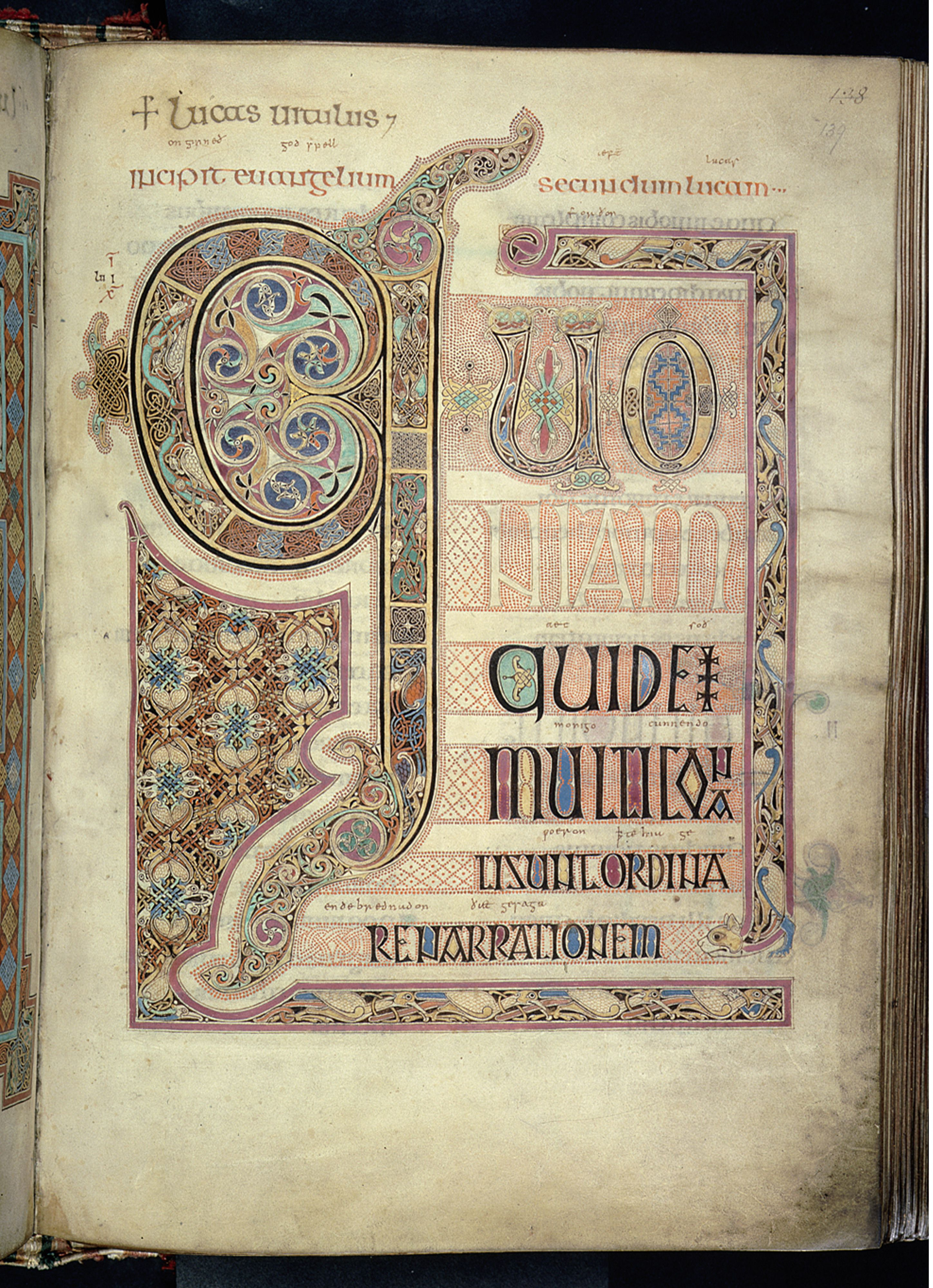
Lukášovo evangelium

V knize The Illuminated Manuscript uvádí Backhouse, že: „Lindisfarnský evangeliář je jedno z prvních a největších děl středověké, evropské knižní malby”. Lindisfarnský evangeliář je označován jako insulární nebo hiberno-saské umění, tedy pojem odkazující na manuskripty vytvořené na britských ostrovech mezi lety 500 a 900.
Jako součást anglosaského umění, rukopis odhaluje oblibu hádanek a překvapení ztvárněnou vzory a pletenci na pečlivě navržených stránkách. Mnoho ze vzorů použitých pro Lindisfarnský evangeliář má původ daleko před křesťanským obdobím. V evangeliáři je silná přítomnost keltských, germánských a irských uměleckých stylů. Spirálový styl a pletence patrné ve tvarosloví zdobených stránek jsou ovlivněny keltským uměním.
Jedním z nejvíce charakteristických stylů v rukopisu je zoomorfní styl (přejat z germánského umění), který je přítomen skrze rozsáhlé použití propletených zvířecích a ptačích vzorů v celé knize. Ptáci, kteří se objevují v rukopise mohou být Eadfrithovým vlastním pozorováním volně žijících živočichů v Lindisfarne. Geometrický vzhled motivů je také germánský vliv, objevuje se v celém rukopisu.
Takzvané „carpet pages“ (kobercovité stránky, stránky vyplněné dekorem) ilustrují Eadfrithovo užití geometrického ornamentu. Dalším pozoruhodným prvkem evangeliáře jsou malé tečky červeného suříku, který tvoří pozadí, okraje a vzory, nikdy se však neobjevuje na carpet pages. Červené tečky se objevují v raných irských rukopisech, což dokazuje jejich vliv na vzhled Lindisfarnského evangeliáře. Thacker poukazuje na to, že Eadfrith dobře znal a byl ovlivněn ostatními uměleckými styly, čímž mohl mít “eklektický vkus”. I přes to, že jsou v evangeliáři pohanské umělecké vlivy, vzory byly použity k vytvoření náboženských motivů a myšlenek.

### Písmo
Eadfrith byl velmi zkušený kaligraf a použil v rukopise insulární majuskuli.

### Jiná insulární umělecká díla
Lindisfarnský evangeliář není jediným příkladem “isolovaného génia... v jinak temné době”. Ve stejné době a oblasti byly vytvořeny podobně kvalitní evangeliáře jako tento. Evangeliář sv. Chada (Lichfield Cathedral, Chapter Library) užívá podobného stylu jako Lindisfarnský evangeliář, přičemž se také spekuluje, že autor se snažil napodobit práci Eadfrithovu. Přeživší stránky z Evangeliáře sv. Chada také obsahují „cross-carpet page“ (kobercovitá stránka ve tvaru kříže) a zvířecí a ptačí pletence, avšak návrh není tak perfektní a je uvolněnější a těžší než práce Eadfrithova. Vzhled Lindisfarnského evangeliáře byl také srovnáván s broží z Tara (National Museum of Ireland, Dublin), která obsahuje zvířecí pletence, zakřivené vzory a okraje z ptačího pletence, avšak původ brože není znám. Durhamský evangeliář (Durham Cathedral Library) byl nejspíše vytvořen těsně před Lindisfarnským evangeliářem, a zatímco oba obsahují ptačí pletence, v něm ptáci postrádají přirozenost a realismus oproti ptákům v Lindisfarnském evangeliáři. Kniha z Durrow (Trinity College, Dublin) je také považována za starší insulární rukopis, jelikož její styl je jednodušší a méně vyvinutý než v evangeliáři z Lindisfarne. Kniha z Kellsu (Trinity College, Dublin, MS A. I.6 (58)) užívá dekorativních vzorů, které jsou podobné ostatním dílům této doby, avšak její vytvoření je kladeno mnohem později po evangeliáři z Lindisfarne.

## Ikonografie

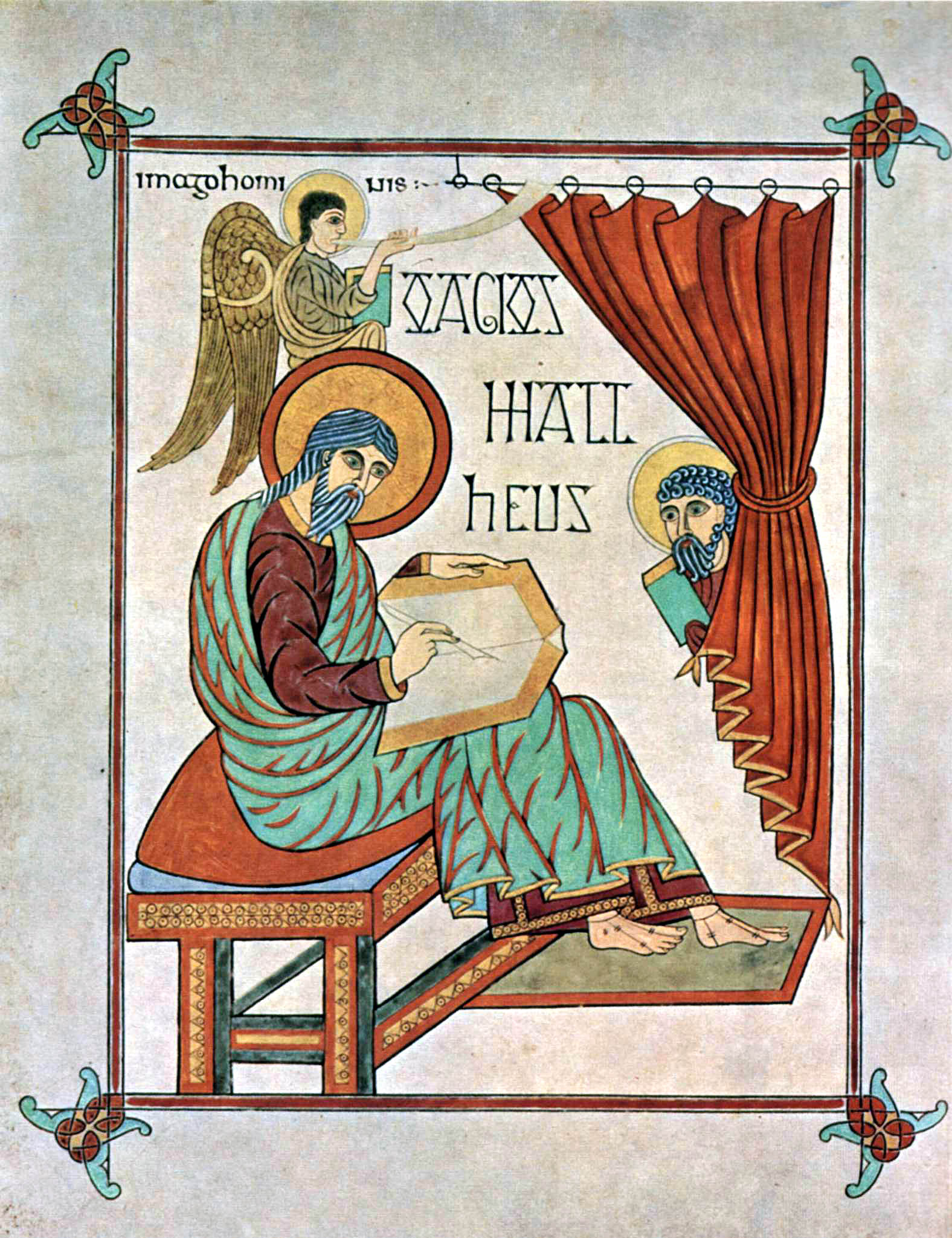
Evangelista Matouš

Lindisfarnský evangeliář je rukopis, který obsahuje evangelia čtyř evangelistů Marka, Jana, Lukáše a Matouše. Evangelia začínají s carpet page v podobě kříže a incipit uvádějící dopis svatého Jeronýma a papeže Damase I. Dále rukopis obsahuje šestnáct stran s arkádovými kanonickými tabulkami, ve kterých jsou stanoveny paralelní pasáže všech evangelií. Před evangelii jsou strany s portréty evangelistů. Rukopis obsahuje také incipit k Vánočnímu vyprávění Matouše.

### Evangelisté
Beda Ctihodný vysvětluje, jak je každý ze čtyř evangelistů reprezentován vlastním symbolem: Matouš je muž představující lidského Krista, Marek je lev, který symbolizuje triumf Kristova vzkříšení, Lukáš je tele symbolizující oběť Ukřižování, a Jan je orel symbolizující Kristův druhý příchod. Obecný termín pro symboly čtyř evangelistů je tetramorf. Každý ze čtyř evangelistů je doprovázen jejich symbolem v jejich miniaturách. Miniaturní portréty zobrazují Matouše, Marka a Lukáše při psaní, zatímco Jan se dívá přímo před sebe na čtenáře a drží svitek (frontálně). Evangelisté také představují dvojí přirozenost Krista. Marek a Jan jsou zobrazeni jako mladí muži symbolizující božskou podstatu Krista a Matouš a Lukáš jsou vyobrazeni staří a vousatí, představující Kristovu smrtelnost.

### Výzdoba rukopisu
Takto bohatě zdobený rukopis odhaluje, že Lindisfarnský evangeliář měl nejen praktické ceremoniální použití, ale také sloužil k symbolizování Božího Slova při misionářských výpravách. Backhouse poukazuje na to, že církev si nebyla vědoma jak hluboký dojem mohla mít kniha jako tento evangeliář na jiné kongregace. Úvodní slova evangelia (incipit) jsou bohatě zdobená, zobrazena v římských kapitálkách, řeckých a germánských písmech, které jsou vyplněny pletenci ptáků a zvířat, představující nádheru Božího stvoření.

### Kobercovité stránky

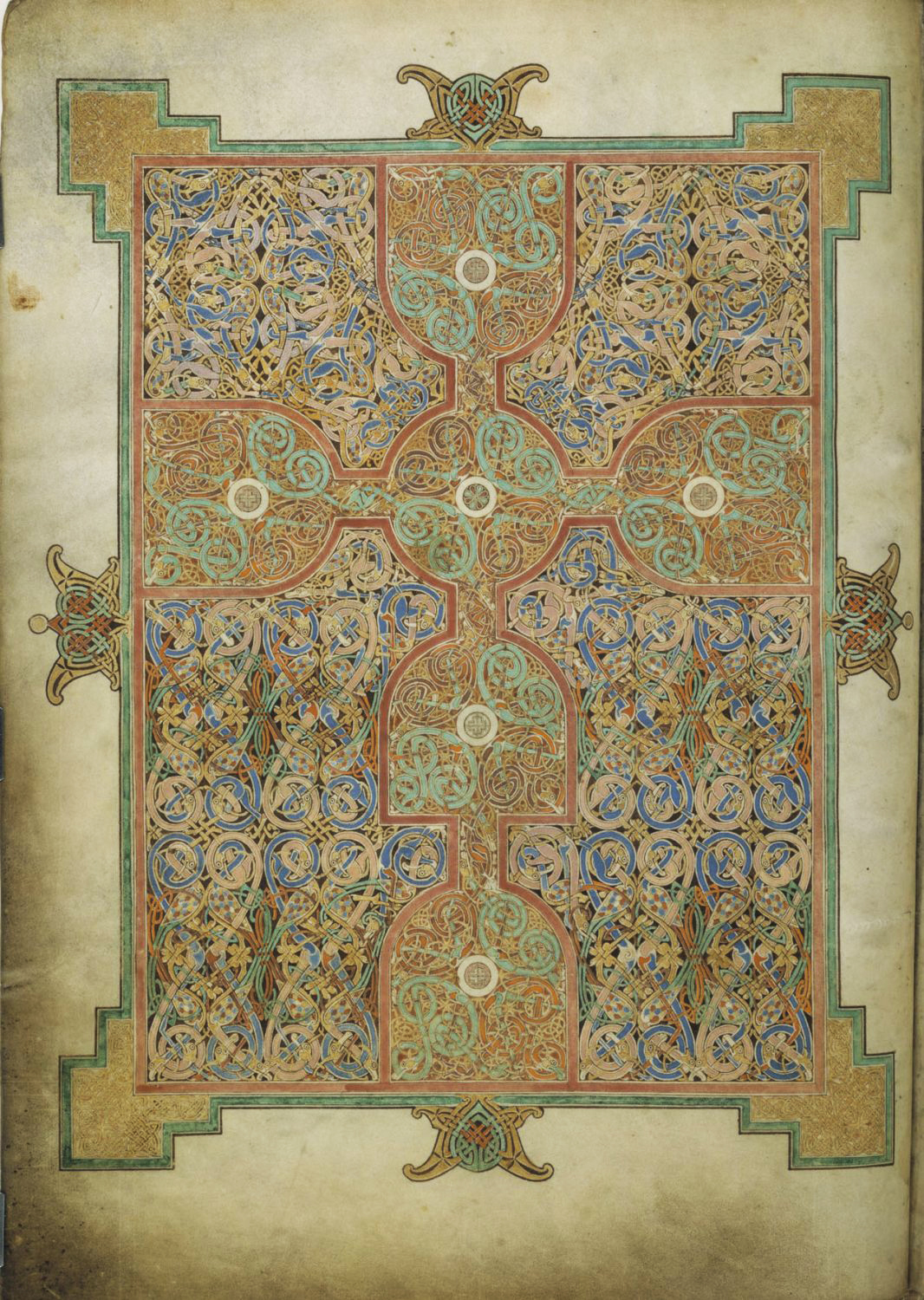
Carpet page, F26v

Carpet pages (kobercovité stránky) jsou ovlivněny ranými koptskými rukopisy v jejich podobnosti s Islámskými modlitebními koberečky, které byly pravděpodobně známy v této době také v Northumbrii. Podobným způsobem jak kobereček pomáhá věřícímu se připravit k modlitbě, kobercovité stránky mohly představovat přípravu čtenáře před poselstvím Evangelia. Každá kobercovitá stránka obsahuje jiný obraz kříže (tzv. cross-carpet page), zdůrazňující význam křesťanské víry a ekumenického vztahu mezi církvemi. Ornamentální stránky obsahují motivy známé z kovářské a zlatnické práce, které mísí spolu ptačí a zvířecí prvky.

## Snaha o přemístění
Existuje kampaň, která usiluje o přemístění evangeliáře do severovýchodní Anglie. Mezi podporovatele patří Durhamský biskup, Simon Donald (tvůrce komixu Viz) a Northumbrian Association. Přemístění je důrazně odpíráno Britskou knihovnou. Bylo navrženo také několik dalších míst včetně Durhamské katedrály, samotného Lindisfarne nebo jedno z muzeí v Newcastle upon Tyne či Sunderland. V roce 1971 profesorka Suzanne Kaufman z Rockford, Illinois, prezentovala kléru v Lindisfarne faksimili evangeliáře. Jiná moderní faksimile je nyní v Durhamské katedrále vystavována veřejnosti.

## Výstava v Durhamu roku 2013
Od července do září roku 2013 byl Lindisfarnský evangeliář vystaven v Palace Green Library v Durhamu. Výstavu navštívilo téměř 100000 návštěvníků. Součástí výstavy rukopisu byly také předměty z Depotu ze Staffordshire, dílo Life of Cuthbert od Yates Thompson 26, a také zlatá přezka pásku z Taplow. Zařazen byl také velmi příbuzný Evangeliář sv Cuthberta, který byl zakoupen Britskou knihovnou v roce 2012.